# Castel Sismondo
Pour les articles homonymes, voir Rocca Malatestiana.
Le Castel Sismondo est un château situé dans la ville de Rimini, dans la province italienne d'Émilie-Romagne.
De la construction originelle, commencée par Sigismond Malatesta en 1437, il ne reste que le noyau central. D'après les chroniques contemporaines, Malatesta, dont c'était la résidence préférée, dessina lui-même le château de conception médiévale, mais en fait, plusieurs architectes dont Filippo Brunelleschi participèrent à sa construction. Au total, la construction a duré environ 15 ans.
À partir des années 1480, Girolamo Riario aménagea l'austère forteresse pour en faire une résidence princière inspirée par la construction d'un édifice à portique de Léonard de Vinci
L'intérieur se caractérisait par cinq tours qui entouraient un grand donjon (le palatium); le fossé qui délimitait l'extérieur s’étendait sur l’actuelle piazza Malatesta, jusqu’à la partie postérieure du théâtre du XIXe siècle.
À la chute des Malatesta, fin XVe siècle, le Castel Sismondo perdit sa fonction de résidence princière et servit uniquement à des fins militaires; avec le temps, ses structures durent s'adapter contre les armes à feu, armes qui, en l’espace de quelques décennies, avaient fait d’énormes progrès. 
En 1821, il servit de caserne aux carabiniers. Cinq années plus tard, les murs extérieurs furent rasés et le fossé rempli. Après une période d'abandon, l'édifice sert maintenant de siège pour des expositions.

## Source
- (en) Cet article est partiellement ou en totalité issu de l’article de Wikipédia en anglais intitulé « Castel Sismondo » (voir la liste des auteurs).